# Adisu Girma
Adisu Girma (* 10. Dezember 1999) ist ein äthiopischer Leichtathlet, der sich auf den Mittelstreckenlauf spezialisiert hat.

## Sportliche Laufbahn
Erste Erfahrungen bei internationalen Meisterschaften sammelte Adisu Girma im Jahr 2017, als er bei den Juniorenafrikameisterschaften in Tlemcen in 1:49,15 min die Bronzemedaille im 800-Meter-Lauf gewann. Im Jahr darauf belegte er bei den U20-Weltmeisterschaften in Tampere in 1:47,58 min den vierten Platz und schied anschließend bei den Afrikameisterschaften in Asaba mit 1:47,71 min im Vorlauf aus. 2019 nahm er an den Afrikaspielen in Rabat teil und kam dort mit 1:50,73 min nicht über den Vorlauf hinaus. 2023 startete er im 1500-Meter-Lauf bei den Weltmeisterschaften in Budapest und schied dort mit 3:45,86 min in der ersten Runde aus.
2019 wurde Girma äthiopischer Meister im 800-Meter-Lauf.

## Persönliche Bestzeiten
- 800 Meter: 1:46,36 min, 17. Juli 2019 in Hengelo
  - 800 Meter (Halle): 1:52,47 min, 2. Februar 2019 in Mondeville
- 1500 Meter: 3:34,71 min, 6. Juni 2023 in Bydgoszcz
- 3000 Meter: 7:45,47 min, 9. Juni 2023 in Paris
  - 3000 Meter (Halle): 7:41,53 min, 27. Januar 2023 in Karlsruhe